# ARM Norway
ARM Norway — полупроводниковая бесфабричная компания из Трондхейма, Норвегия. Основана в 2001 году как Falanx Microsystems AS. Falanx Microsystems выделилась из исследовательского проекта 1998 года в Норвежском университете естественных и технических наук. Куплена компанией ARM Holdings в июне 2006 года и переименована в Arm Norway.
ARM Norway работает совместно с проектными центрами ARM Holdings в Кембридже и Остине над поддержкой графическими процессорами рендеринга трёхмерной графики в соответствии со спецификациями OpenGL, OpenGL ES, DirectX и Vulkan с упором на низкое потребление электроэнергии, пригодное для портативных устройств, таких как мобильные телефоны. Продукция выпускается на рынок по брендом Mali. Другие продукты под брендом Mali реализуют аппаратное ускорение для обработки изображений и видео и улучшения отображения.